# 1983 في البرازيل
فيما يلي قوائم الأحداث التي وقعت خلال عام 1983 في البرازيل.

## سياسة

### تعيين في المنصب
- 15 مارس – فيرناندو أنريك كاردوسو عضو مجلس الشيوخ من البرازيل.

### انتهاء فترة المنصب
- 14 مارس – تانكريدو نيفيس عضو مجلس الشيوخ من البرازيل.

## رياضة
- 13 مارس – جائزة البرازيل الكبرى 1983 الفائز نيلسون بيكيه.

## مواليد

### يناير
- 1 يناير – كليو كاديلاك ممثلة برازيلية.
- 2 يناير – جفرسون دي أوليفيرا غالفاو لاعب كرة قدم برازيلي.
- 2 يناير – ويلينغتون كلايتون غونسالفيس دوس سانتوس لاعب كرة قدم برازيلي.
- 4 يناير – فالدو سيلفا دوس سانتوس لاعب كرة قدم برازيلي.
- 14 يناير – آلان بهية لاعب كرة قدم برازيلي.
- 21 يناير – فيكتور لياندرو لاعب كرة قدم برازيلي.
- 31 يناير – مانويل دي بريتو فيليو لاعب كرة قدم برازيلي.

### فبراير
- 6 فبراير – كايلا كوشتا منافِسة أوليمبية برازيلية.
- 8 فبراير – إلياس دي أوليفيرا روزا لاعب كرة قدم برازيلي.
- 9 فبراير – رودريغو سوتو لاعب كرة قدم برازيلي.
- 25 فبراير – إدواردو دا سيلفا لاعب كرة قدم برازيلي.
- 26 فبراير – بيبي لاعب كرة قدم برتغالي.
- 28 فبراير – تياغو دوس سانتوس كوستا لاعب كرة قدم برازيلي.

### مارس
- 1 مارس – دانييل كارفالهو لاعب كرة قدم برازيلي.
- 4 مارس – كارلوس بيريرا بيرطو جونيور لاعب كرة قدم برازيلي.
- 8 مارس – أندري سانتوس لاعب كرة قدم برازيلي.
- 11 مارس – هيبر أوليفيرا لاعب كرة قدم برازيلي.
- 23 سبتمبر – مارسيلو ميلو لاعب كرة مضرب برازيلي.
- 25 مايو – مارسيلينيو هويرتاس لاعب كرة سلة برازيلي.
- 29 مارس – أندرسون غونزاغا لاعب كرة قدم برازيلي.

### أبريل
- 7 أبريل – إيدير سيلفا فيريرا لاعب كرة قدم برازيلي.
- 8 أبريل – ديوغو كوريا دي أوليفيرا لاعب كرة قدم برازيلي.
- 9 أبريل – رافاييل دوس سانتوس فرانثيسكودو لاعب كرة قدم برازيلي.
- 13 أبريل – إيدير وساكو لاعب كرة قدم برازيلي.
- 13 أبريل – رودريجو فيرجيليو لاعب كرة قدم برازيلي.
- 15 أبريل – أليس براغا ممثلة برازيلية.
- 15 أبريل – دودو سيارينسي لاعب كرة قدم برازيلي.
- 16 أبريل – أليكس أنتونيو دي ميلو سانتوس لاعب كرة قدم برازيلي.
- 17 أبريل – ماريا فرناندا ألفيس لاعبة كرة مضرب برازيلية.
- 24 أبريل – خوسيه كارلوس فيريرا فيليو لاعب كرة قدم برازيلي.

### مايو
- 2 مايو – كارلوس هينريكي دوس سانتوس سوزا لاعب كرة قدم برازيلي.
- 6 مايو – برونو كازارين لاعب كرة قدم برازيلي.
- 6 مايو – داني ألفيس لاعب كرة قدم برازيلي.
- 6 مايو – راكيل زايمرمان عارضة برازيلية.
- 11 مايو – ليما دوس سانتوس لاعب كرة قدم برازيلي.
- 25 مايو – فرناندو باتشيكو فيليو لاعب كرة يد برازيلي.
- 25 مايو – مارسيلينيو هويرتاس لاعب كرة سلة برازيلي.
- 27 مايو – رافاييل ماركيز ماريانو لاعب كرة قدم برازيلي.
- 31 مايو – إدن روبيرتو كونا لاعب كرة قدم برازيلي.

### يونيو
- 8 يونيو – إيفرتون راموس دا سيلفا لاعب كرة قدم برازيلي.
- 14 يونيو – أبراها لينكولن مارتينز لاعب كرة قدم برازيلي.
- 20 يونيو – دونيس كفاليرو لاعبة كرة يد برازيلية.
- 22 يونيو – تياغو سيلفا لاعب كرة قدم برازيلي.
- 26 يونيو – فيليبي ميلو لاعب كرة قدم برازيلي.

### يوليو
- 4 يوليو – إيزابيلي فونتانا
- 4 يوليو – موسورو لاعب كرة قدم برازيلي.
- 12 يوليو – جوليانا باولا دوس سانتوس عداءة مسافات متوسطة برازيلية.
- 14 يوليو – موريلو بيكر لاعب كرة سلة برازيلي.
- 17 يوليو – فلافيا دي أوليفيرا عارضة برازيلية.
- 18 يوليو – لياندرو كوستا ميراندا مورايس لاعب كرة قدم برازيلي.
- 28 يوليو – أنديرسون ميغيل دا سيلفا لاعب كرة قدم برازيلي.
- 31 يوليو – ريجينالدو فيريرا لاعب كرة قدم برازيلي.

### أغسطس
- 2 أغسطس – ميشيل باستوس لاعب كرة قدم برازيلي.
- 4 أغسطس – رافائيل دا سيلفا فرانسيسكو لاعب كرة قدم برازيلي.
- 24 أغسطس – لياندرو دومينغيش لاعب كرة قدم برازيلي.
- 29 أغسطس – ليوبولدو روبيرتو ماركوساكي لاعب كرة قدم برازيلي.

### سبتمبر
- 5 سبتمبر – بريسيلا ميريليس
- 19 سبتمبر – جوسي لاعب كرة قدم برازيلي.
- 22 سبتمبر – ويليام خافير باربوزا لاعب كرة قدم برازيلي.
- 23 سبتمبر – مارسيلو ميلو لاعب كرة مضرب برازيلي.

### أكتوبر
- 3 أكتوبر – فريد لاعب كرة قدم برازيلي.
- 5 أكتوبر – جادسون لاعب كرة قدم برازيلي.
- 15 أكتوبر – لوسيانو بيريرا مينديز لاعب كرة قدم برازيلي.
- 18 أكتوبر – دانتي بونفيم لاعب كرة قدم برازيلي.

### نوفمبر
- 11 نوفمبر – تيلماريو دي أروجو ساكرامينتو لاعب كرة قدم برازيلي.
- 17 نوفمبر – لويس ألبرتو لاعب كرة قدم برازيلي.
- 24 نوفمبر – أندريه بهية لاعب كرة قدم برازيلي.
- 28 نوفمبر – كارلوس رافاييل دو امارال لاعب كرة قدم برازيلي.
- 30 نوفمبر – ماركي غونسالفيس فيريرا لاعب كرة قدم برازيلي.

### ديسمبر
- 13 ديسمبر – دوغلاس دافيد فيرنانديز لاعب كرة قدم برازيلي.
- 15 ديسمبر – دانيال ماريانو بوينو لاعب كرة قدم برازيلي.
- 19 ديسمبر – ماركوس دي باولا لاعب كرة قدم برازيلي.

## وفيات

### يناير
- 20 يناير – غارينشيا (مواليد 1933) لاعب كرة قدم برازيلي.

### ديسمبر
- 27 ديسمبر – لويس ميسكيتا دي أوليفيرا (مواليد 1911) لاعب كرة قدم برازيلي.